# (10068) Dodoens
(10068) Dodoens (1989 CT2) – planetoida z grupy pasa głównego asteroid okrążająca Słońce w ciągu 3,66 lat w średniej odległości 2,37 j.a. Odkryta 4 lutego 1989 roku.